# مقدسین بیابان
مقدسین بیابان (به انگلیسی: Desert Saints) فیلمی محصول سال ۲۰۰۲ و به کارگردانی ریچارد گرین‌برگ است. در این فیلم بازیگرانی همچون کیفر ساترلند، ملورا والترز، جیمی شریدن، لزلی استفانسون، ریچل تیکوتین، بیل سیج و بت گرانت ایفای نقش کرده‌اند.